# Чушковий чавун

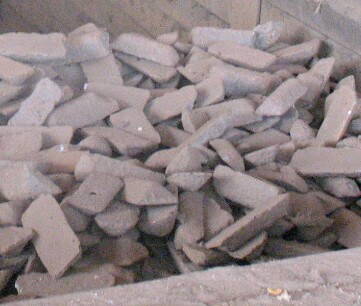
Чушковий чавун.

Чушковий чавун (варіант назви — бабковий чавун) — чавун у вигляді довгастих зливків з перетиском — чушок, який призначений для вторинної переплавки як компонент металошихти. Одержують розливанням у спеціальні невеличкі форми — мульди — на розливних машинах. Розміри чавунних чушок регламентуються стандартами. Чушковий чавун призначений для зручної доставки чавуну до споживача.

## Одержання
На металургійних заводах виплавлений в доменній печі чавун зливається у чавуновозні ковші й у рідкому стані доставляється або у сталеплавильний цех для переробки на сталь, або до відділення розливних машин, де розливається у вигляді чушок. До винайдення розливних машин і чавуновозних ковшів чавун розливали у спеціальні форми, зроблені у піску на ливарному дворі біля доменної печі. Завантаження чушкового чавуну у залізничні вагони, якими зазвичай його перевозять, і вивантаження його з них здійснюється електромагнітними мостовими кранами.

## Галерея

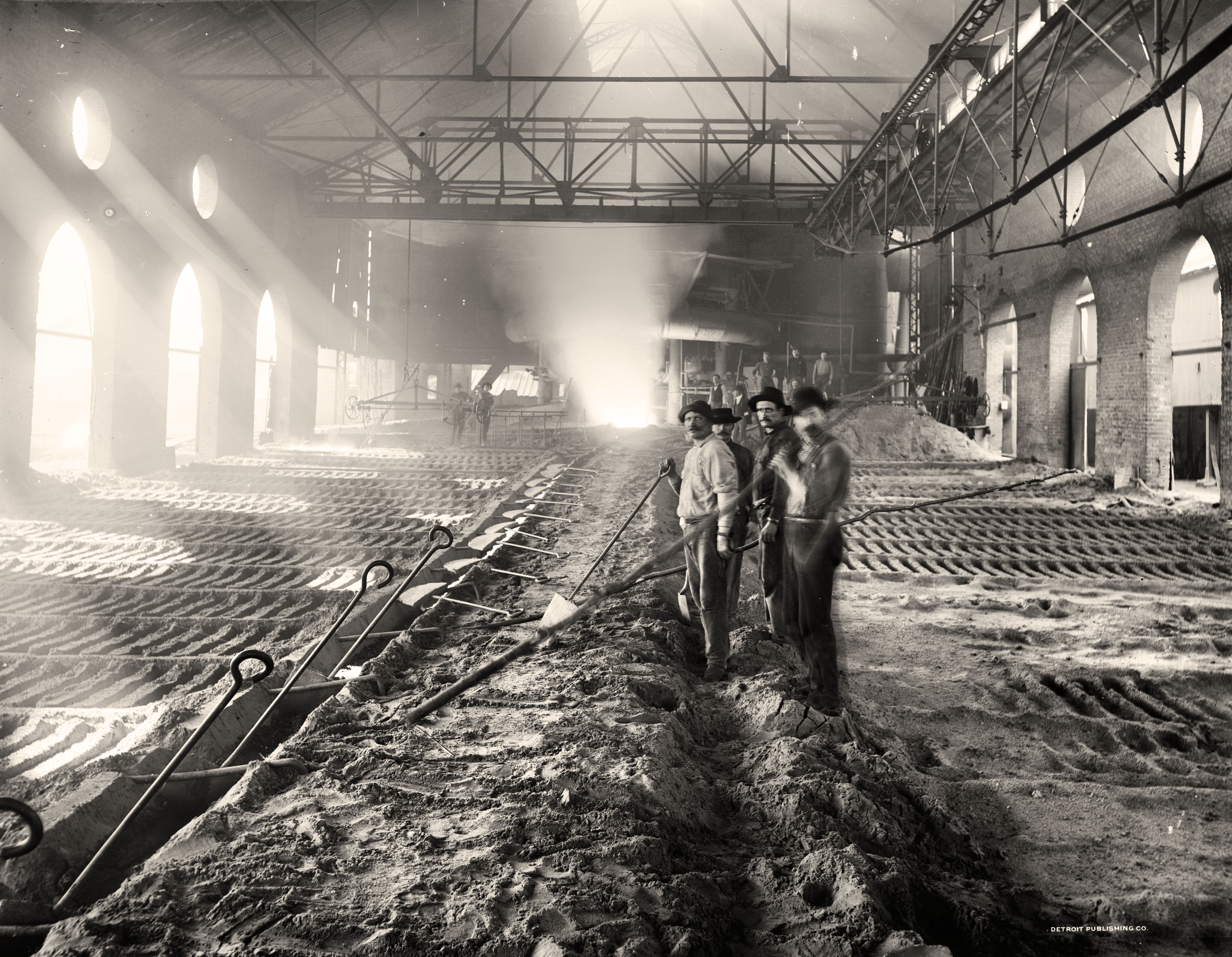
Підготовка форм у піску біля доменної печі для заливання в них по жолобу рідкого чавуну. Чикаго, США, між 1890 і 1901 роками. Одержання чушкового чавуну до винайдення розливних машин і чавуновозних ковшів.
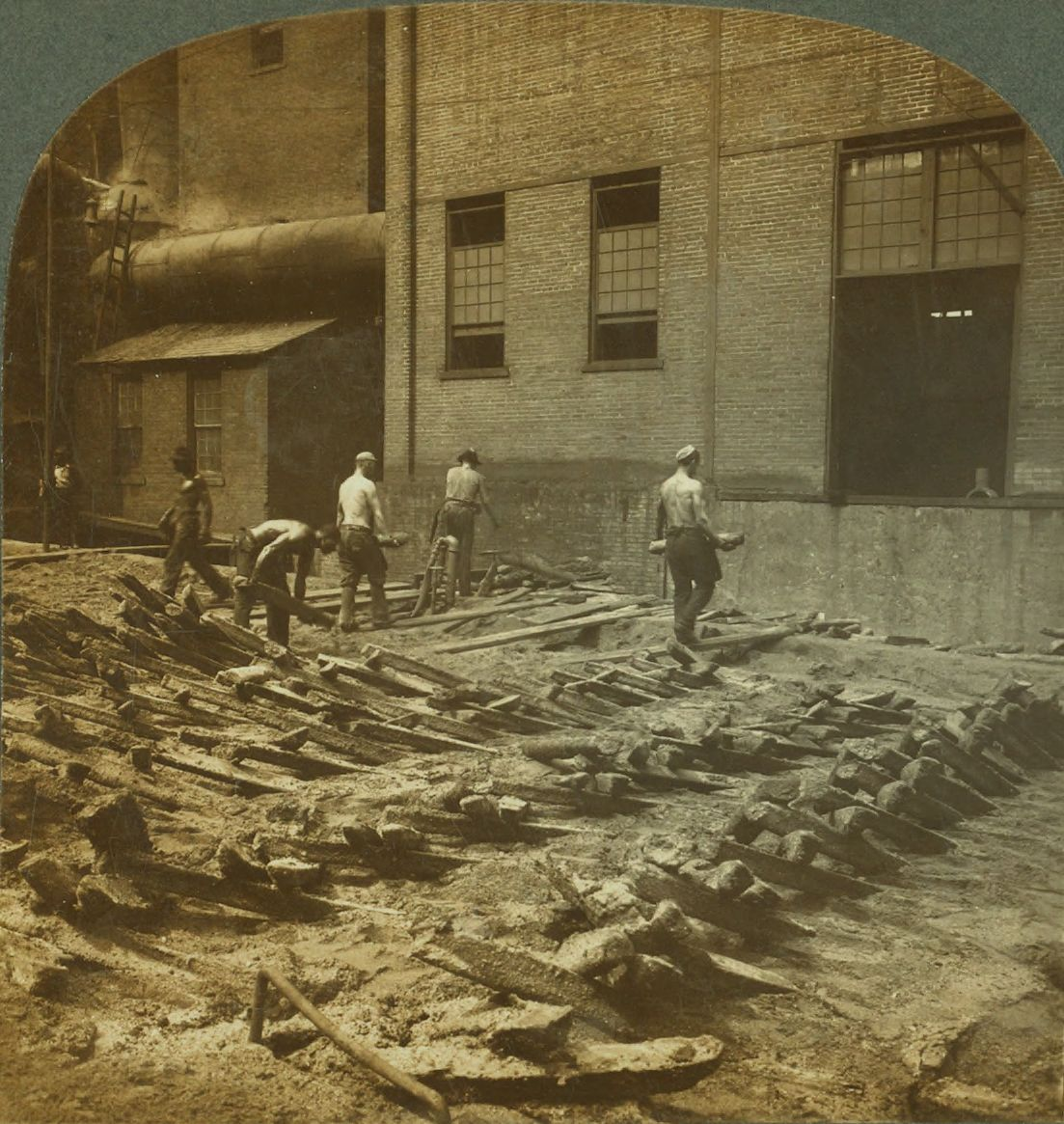
Відвантаження вручну чушкового чавуну у залізничний вагон після застигання його у піскових формах.    Фото до 1915 року. Пітсбург, США.
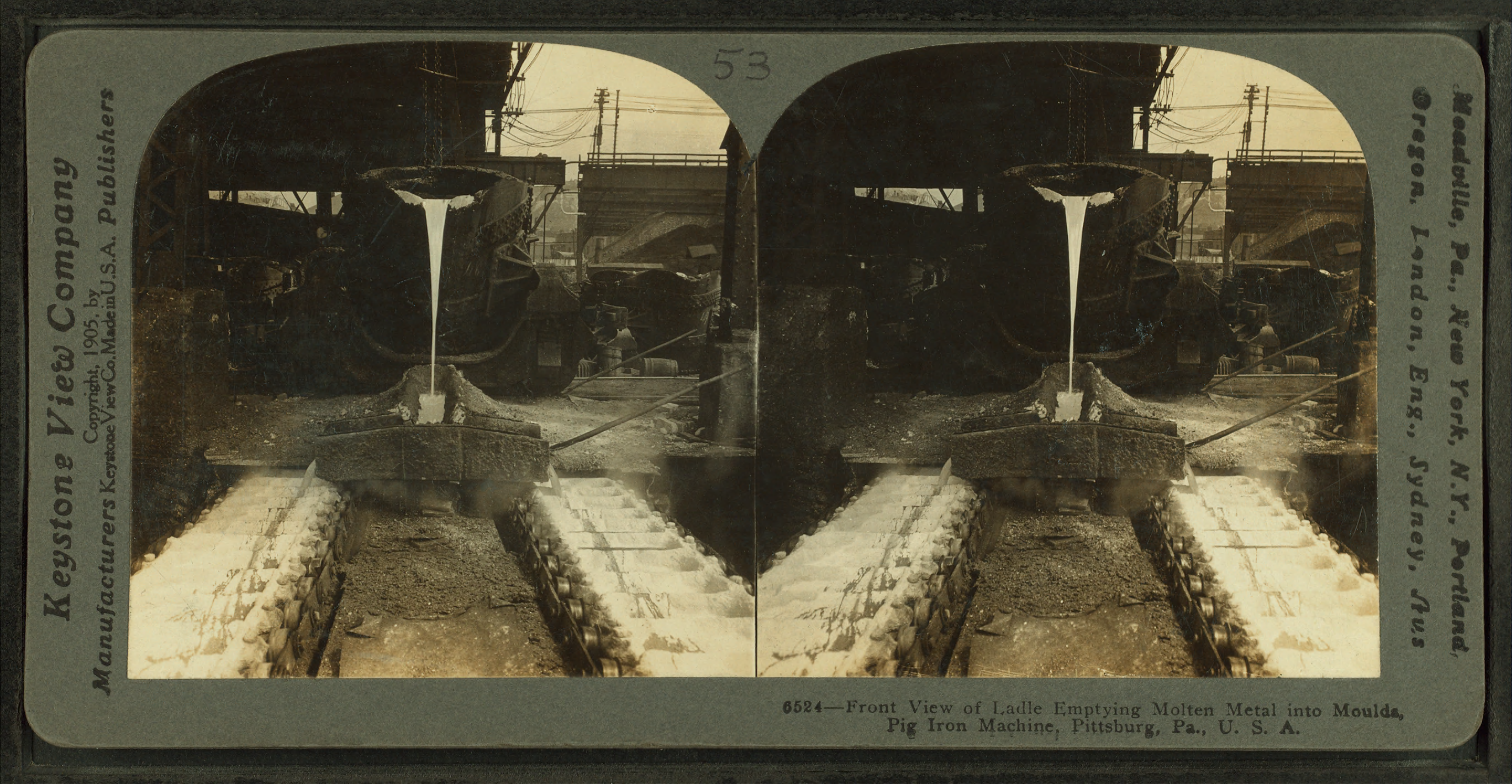
Розливання чавуну на розливній машині. Фото до 1915 року. Пітсбург, США.
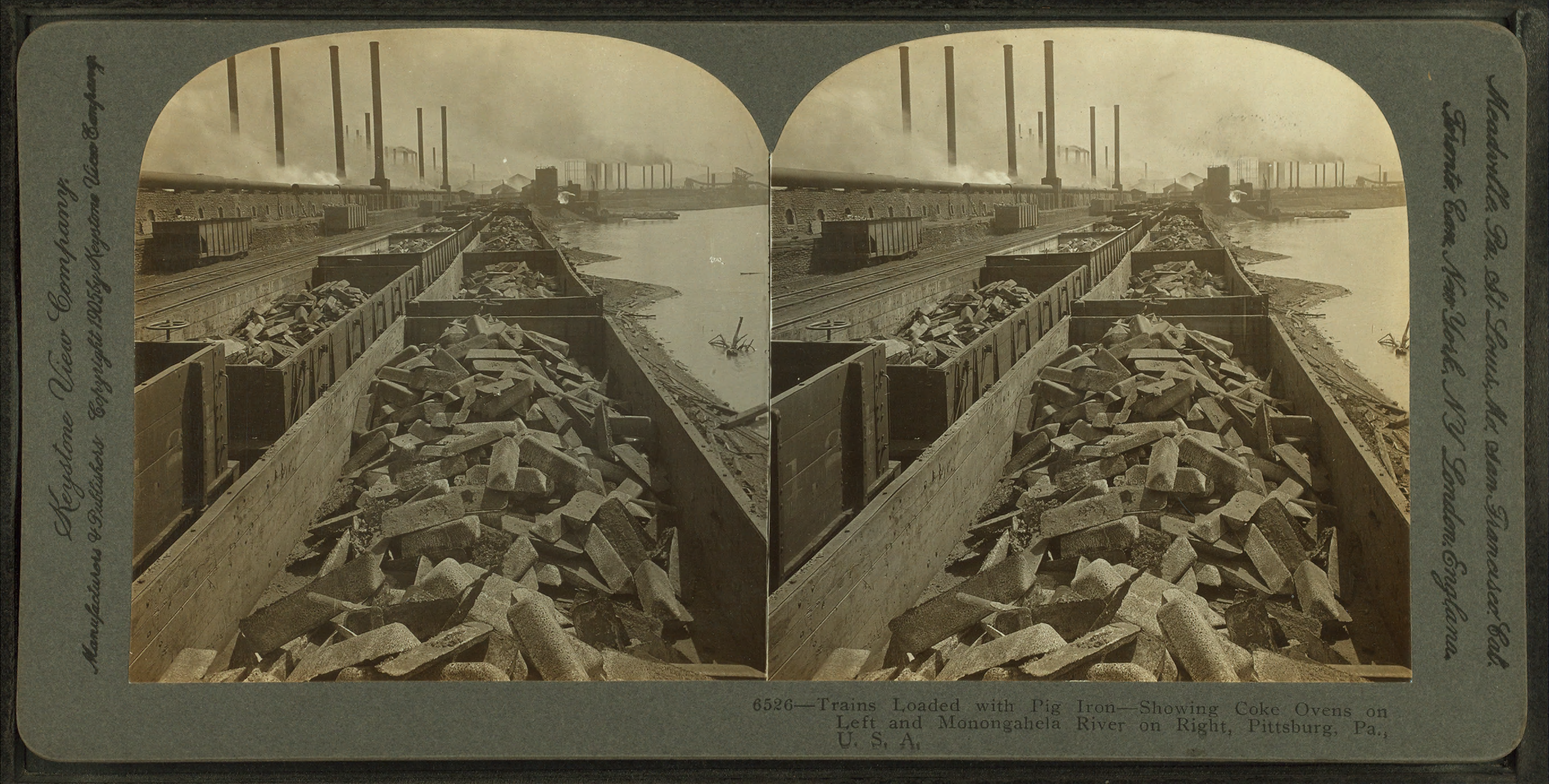
Залізничні вагони, навантажені чушковим чавуном. Фото до 1915 року. Пітсбург, США.